# 369.ª División Croata de Infantería (Wehrmacht)
La 369.ª División Croata de Infantería (en alemán, 369. (kroatische) Infanterie-Division, en croata, 369. hrvatska divizija) era una unidad de la Wehrmacht que, durante la Segunda Guerra Mundial, se formó con oficiales alemanes, suboficiales y personal especializado y tropas croatas voluntarias, para luchar contra las fuerzas partisanas en el Frente Yugoslavo. 
La división, apodada como "la división del diablo", en alemán, Teufels Division, en croata, Vražja Divizija, se distinguió por su agresividad y comportamiento brutal durante las duras campañas de guerra contra los partisanos yugoslavos.

## Historia
Los soldados croatas enviados al Frente Oriental desde el comienzo de la Operación Barbarroja habían demostrado ser combatientes válidos obteniendo una serie de éxitos; a mediados de 1942, por lo tanto, el comando de la Wehrmacht decidió, para fortalecer sus fuerzas y cubrir las grandes pérdidas sufridas durante la primera campaña en el este, expandir el contingente croata reclutando y entrenando a toda una división voluntaria legionaria croata de la cual el su empleo era previsto en Rusia. 
El establecimiento de la división croata comenzó oficialmente el 21 de agosto de 1942 en la ciudad austriaca de Stockerau y el personal especializado alemán comenzó el programa de capacitación que tuvo lugar a partir de septiembre en Döllersheim. Los planes de la Wehrmacht eran emplear al personal del batallón de entrenamiento del contingente croata en combate en el este y a los convalecientes por las heridas del afamado 369° Regimiento Croata que estaba a punto de participar en la dramática Batalla de Stalingrado, donde sería completamente destruido. Las filas de la nueva división se completaron en diciembre con alrededor de 1.000 veteranos croatas del 369º regimiento y con nuevos voluntarios; se esperaba que los oficiales, suboficiales y personal técnico especializado de la nueva decisión fueran alemanes. Un total de alrededor de 13.000 tropas, 3.700 eran alemanes y alrededor de 9.000 croatas. El primer comandante de la 369° División Croata de Infantería fue el general alemán Fritz Neidholdt. 
La nueva gran unidad consistía en dos regimientos de infantería croatas, el 369 y el 370; del 369º regimiento de artillería croata con dos grupos ligeros con tres baterías y un grupo pesado con dos baterías; El personal de la división incluía numerosas unidades de apoyo para ingenieros, personal de comunicaciones, suministros, mantenimiento, administración, servicios de salud y veterinarios y policía militar. Entre los soldados de la división, el apodo "División Teufels" se extendió inmediatamente, en la división croata "Vrazja" ("división del diablo"); el nombre "Vrazja" hacía referencia clara a la 42° División croata del Ejército austrohúngaro que se había distinguido durante la Primera Guerra Mundial. Los alemanes apodaron la nueva formación Schachbrett, "división de tablero de ajedrez", en referencia al clásico escudo a cuadros blanco y rojo de los croatas; Los soldados de la división vestían uniformes alemanes junto con el escudo croata que, expuesto en el hombro derecho, identificaba a todos los voluntarios de Croacia que luchaban en la Wehrmacht. 
Originalmente, se planeó enviar la nueva división, después de completar el entrenamiento, en el Frente Oriental, pero en enero de 1943 la situación se había vuelto crítica también en el Frente Yugoslavo y el Alto Mando alemán había decidido lanzar, con la ayuda de enormes refuerzos, una gran ofensiva para destruir a los partisanos comunistas de Tito. La 369° división se trasladó a Yugoslavia para participar en la próxima Operación Weiss. 

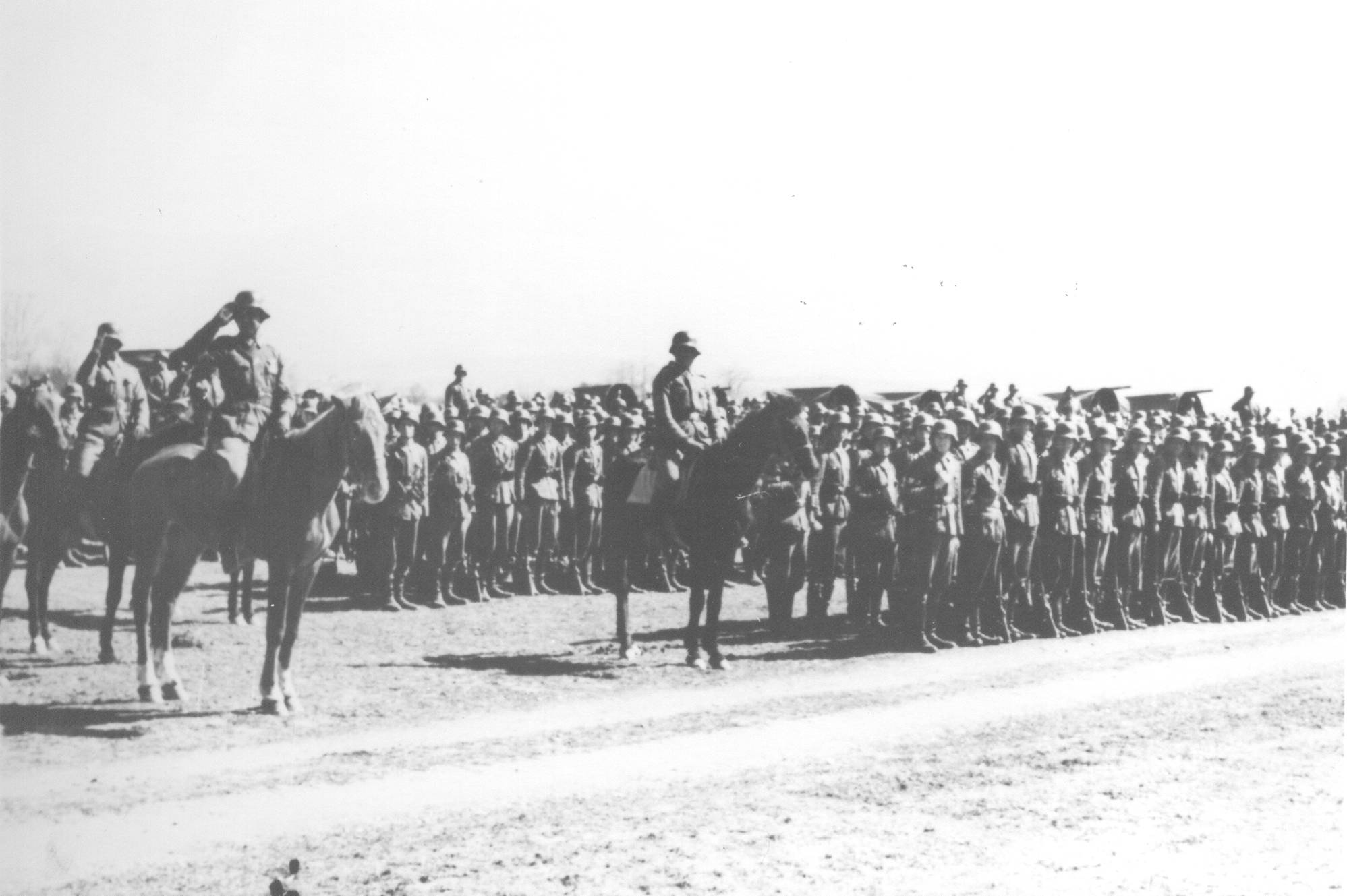
Un departamento desplegado en la 369° División de infantería en marzo de 1943.

La 369° división se desplegó en el este de Bosnia y desde el 16 de enero de 1943 entró en acción, en conexión con las otras fuerzas italo-alemanas de la Operación Weiss para tratar de rodear a las fuerzas partisanas; la división croata avanzó en dirección suroeste, partiendo de la línea Bosanska Kostajnica - Glina hacia Bihać. El ataque fue inmediatamente reprimido por los destacamentos partisanos desplegados para defender el Monte Samarica, pero después de una feroz lucha, los croatas lograron avanzar y, mientras otras fuerzas alemanas ocuparon Bihać, obligaron a los enemigos a retirarse. Sin embargo, la maniobra de acercamiento en Bosanski Petrovac no tuvo éxito y la mayoría de las divisiones partisanas escaparon hacia el sur, donde enrutaron las unidades italiana y chetana en el río Neretva. La 369°  división intervino, junto con otras fuerzas alemanas, para ayudar a los italianos y bloquear el paso de Neretva; los croatas avanzaron hasta Kupres y Livno, pero no pudieron evitar que el grupo móvil de Tito cruzara el río y marchara victoriosamente en Herzegovina y Montenegro.
Después del fracaso estratégico general de la Operación Weiss, el Alto Mando alemán decidió hacer otro intento de rodear y destruir las formaciones principales de los partidarios de Tito y en mayo de 1943 comenzó la Operación Schwarz que culminaría en la primera semana de junio con la dramática Batalla del Sutjeska. La 369° división croata, aún bajo el mando del general Neidholdt, participó en la nueva ofensiva con la misión de avanzar desde Foča hacia la frontera entre Bosnia, Montenegro y Sandžak, para llegar al curso del río Tara y contribuir al cierre del cerco de los partisanos yugoslavos. La batalla de Sutjeska se libró ferozmente; el 369. La división inicialmente logró contener los primeros ataques partidistas del 25 al 26 de mayo, pero en el momento decisivo de la batalla, su misión principal falló. Los partisanos de la 1ª División Proletaria y de la 2° División Proletaria atacaron el bombardeo de los croatas desde el 9 de junio de 1943 y lograron abrirse paso después de infligir grandes pérdidas al enemigo. La 369° división ya estaba muy desgastada por las batallas anteriores y algunos departamentos, incluido el tercer batallón del 370° regimiento, sucumbieron por completo y fueron derrotados por los partisanos que escaparon de la trampa y se retiraron al este de Bosnia. El Alto Mando alemán admitió en su informe final la derrota de los croatas alemanes que habían favorecido la retirada del enemigo.
La situación estratégica en el teatro de los Balcanes cambió completamente después de la rendición de Italia el 8 de septiembre de 1943; la 369° división de infantería tuvo que extender el área de competencia para ser verificada mientras las otras formaciones alemanas desarmaban rápidamente a las divisiones italianas. Los partisanos yugoslavos reanudaron con éxito su acción y atacaron las guarniciones germano-croatas en Tuzla, Doboj y Višegrad. La división se encontró en dificultades y tuvo que abandonar temporalmente a Tuzla. A pesar del deterioro de la moral y el aumento de las deserciones, la 369° Division reanudó la iniciativa y regresó a Tuzla el 11 de noviembre de 1943. 
A pesar de los planes del Alto mando alemán de transferir la división al Frente Oriental o al Frente Occidental, al final la 369° División de Infantería permaneció en el teatro de los Balcanes y desde diciembre de 1943 participó, enmarcado en el V SS-Freiwilligen-Gebirgskorps de Montaña del General Artur Phleps, en el nuevo gran ciclo de operaciones antipartisanas llamado Operación Kügelblitz; A pesar de algunos éxitos y las grandes pérdidas infligidas al enemigo durante las acciones brutales de limpieza y represión, incluso esta ofensiva no alcanzó victorias decisivas. 

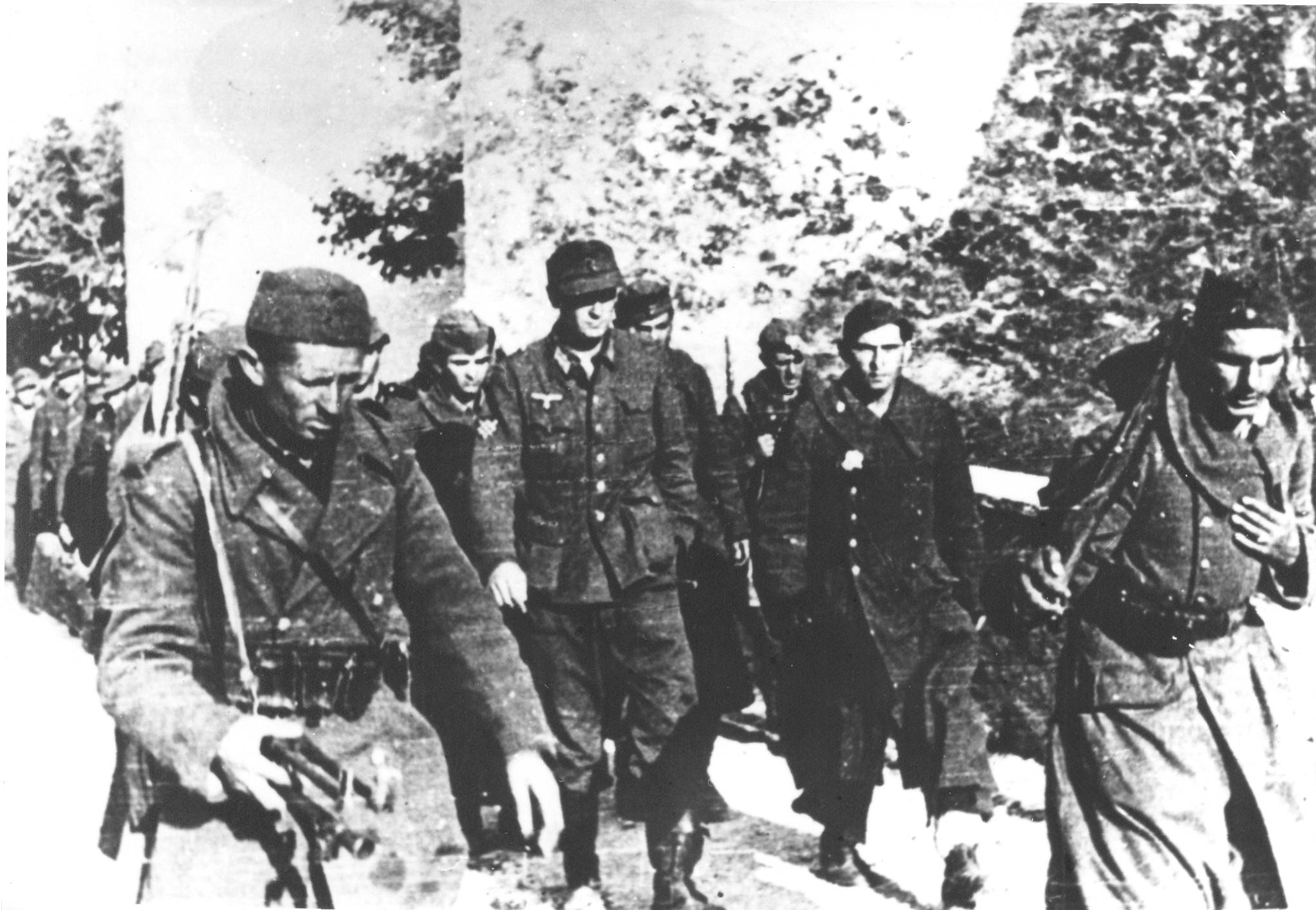
Partisanos yugoslavos custodian una columna de prisioneros de la 369° División de Infantería.

A partir de marzo de 1944, los croatas de la división fueron transferidos a Herzegovina, donde permanecerían durante el resto de la guerra luchando una guerra de guerrillas amarga y brutal con los partisanos yugoslavos. En mayo, el batallón de reconocimiento de la división también se utilizó en la Operación Rösselsprung contra la sede de Tito en Drvar, mientras que en julio y agosto la mayor parte de la 369° Division participó en la Operación Sonnestich en el este de Herzegovina y en la Operación Rübezahl en Montenegro, que terminó en fracaso. En octubre, los partidarios obtuvieron posiciones y liberaron a Trebinje, mientras que la guarnición croata alemana se retiró a la fortaleza de Mostar. A pesar del fuerte empeoramiento de la situación de los alemanes en el teatro yugoslavo después de la llegada del Ejército Rojo, el Alto Mando de la Wehrmacht continuó defendiendo las posiciones y logró estabilizar el frente mientras mantenía la ocupación de Bosnia y Herzegovina. 
Las últimas operaciones de guerra en la primavera de 1945 fueron trágicas para la 369° División de Infantería; En esta etapa, la mayoría de los soldados croatas abandonaron la división o fueron transferidos al ejército regular croata, y solo 2.000-3.000 permanecieron en el personal del departamento.  La  369° división luchó en la Operación de Sarajevo e intentó hasta el final evitar el avance final de los partidarios yugoslavos. En las últimas semanas, los sobrevivientes giraron hacia el noroeste para intentar encontrar una salida en Austria; la división continuó luchando en retirada en Bosnia y Eslavonia, luego se dirigió al área de Celje en Eslovenia. El 11 de mayo de 1945, la 369° división de infantería fue finalmente bloqueada por los partidarios yugoslavos y tuvo que rendirse; Mientras que el personal croata fue hecho prisionero y trasladado a los campos de reunión, a los soldados alemanes se les permitió continuar a Austria, donde se rindieron a las tropas británicas.

## Teatros de operación
- Frente Yugoslavo: septiembre de 1942 - mayo de 1945

## Orden de batalla
- Kroatisches Infanterie Regiment 369
- Kroatisches Infanterie Regiment 370
- Kroatisches Artillerie Regiment 369
  - I. Abteilung
  - II. Abteilung
  - III. Abteilung
- Pionier-Bataillon 369
- Panzerjäger-Bataillon 369
- Aufklärungs-Abteilung 369
- Divisions-Nachrichten#-Abteilung 369
- Divisionseinheiten 369

## Comandantes
- Generalleutnant Fritz Neidholdt: 1 de septiembre de 1942 - 5 de octubre de 1944)
- Generalleutnant Georg Reinecke: 5 de octubre de 1944 -  8 de mayo de  1945)